# Lumpzig
Lumpzig là một đô thị thuộc huyện Altenburger Land, trong bang Thüringen, Đức. Đô thị Lumpzig có diện tích 10,7 km².